# Protonemura hiberiaca
Protonemura hiberiaca är en bäcksländeart som beskrevs av Aubert 1963. Protonemura hiberiaca ingår i släktet Protonemura och familjen kryssbäcksländor. Inga underarter finns listade i Catalogue of Life.